# Bou Henni
Bou Henni (în arabă بوهاتي) este o comună din provincia Mascara, Algeria.
Populația comunei este de 11.715 locuitori (2008).